# スポーケン国際博覧会
スポーケン国際博覧会（スポーケンこくさいはくらんかい、またはスポケーン-、Expo 1974）は、1974年5月4日から11月3日までアメリカ合衆国ワシントン州スポケーンで開催された国際博覧会（特別博）である。テーマは「汚染なき進歩」。参加国は10か国、会期中560万人が来場した。